# 흘라네흘리 AFC
흘라네흘리 AFC는 웨일스의 축구 클럽으로 웨일스 프리미어리그에 참가하고 있다. 클럽의 홈구장은 스테본히스 파크로 3,700명의 관중을 수용할 수 있다.

## 역사
클럽은 1896년에 창단되었다. 1950년대에는 풋볼 리그에 참가 신청을 하였으나 이 요청은 실패로 돌아갔고, 이후 몇 년간 클럽의 기록은 불분명하게 남아있다.
흘라네흘리는 리그 오브 웨일스의 창립 멤버이다. 그러나 1995-96시즌에 강등되었다. 3년 후에 다시 승격하여 웨일스 프리미어리그에 참가하였고, 1999-2000시즌엔 5위라는 최고성적을 기록하였다. 다음 시즌에는 승격 기준이 바뀌는 바람에 운좋게 프리미어리그에 잔류하였으나, 결국 2년 후에 강등되었고, 2004-05시즌에 다시 승격하였다.
2005년 여름엔 야심찬 계획을 발표하였고, 이는 곧 전에 없던 성공을 이끌면서 2005-06시즌의 리그 준우승을 차지하였다. 리그 준우승 팀 자격으로 UEFA컵 2006-07에 출전하였다.
2008년 4월 11일, 흘라네흘리는 클럽 역사상 최초로 웨일스 프리미어리그 우승을 차지하였다.

## 역대 우승기록
- 웨일스 프리미어리그

우승 (1): 2007-08
- 웨일스 프리미어리그 준우승

우승 (2): 2005-06, 2008-09
- 웨일스 컵 준우승

우승 (2): 1914, 2008
- 웨일스 리그컵

우승 (1): 2008

## 유럽대회 성적
| 시즌    | 대회              | 라운드    |            | 클럽     | 결과     |
| ------- | ----------------- | --------- | ---------- | -------- | -------- |
| 2006-07 | UEFA컵            | 예선1회전 | 스웨덴     | 예플레   | 2-1, 0-0 |
|         |                   | 예선2회전 | 덴마크     | 오덴세   | 0-1, 1-5 |
| 2007-08 | UEFA 인터토토컵   | 1회전     | 리투아니아 | 베트라   | 1-3, 5-3 |
| 2008-09 | UEFA 챔피언스리그 | 예선1회전 | 라트비아   | 벤츠필스 | 1-0, 0-4 |

 주: 굵게 표시된 것이 홈경기이다. 